# Paracemomeno
Paracemomeno (em latim: Paracoemomenus; em grego: παρακοιμώμενος; romaniz.: parakoimomenos; "Aquele que dorme ao lado [do quarto do imperador]") era uma posição cortesã bizantina, usualmente reservada para eunucos. Muitos de seus titulares, especialmente nos séculos IX-X, atuaram como os principais ministros do Império Bizantino.

## História e funções

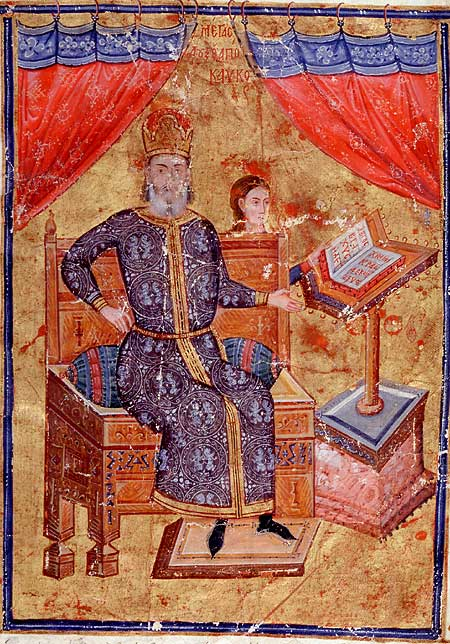
Aleixo Apocauco

O título era geralmente anacronisticamente referido, por vários escritores bizantinos, como tendo sido ostentado por proeminentes funcionários judiciais eunucos tais como Eufratas sob Constantino (r. 324–337), o notório Crisáfio  sob Teodósio II (r. 408–450) ou um anônimo sob Maurício (r. 582–602). Contudo, foi mais provável que tenha sido criado apenas depois, no século VII, e é primeiro atestado seguramente apenas sob Leão IV, o Cazar (r. 775–780), quando o cronista Teófanes, o Confessor registra a existência de três "cubiculários e paracemomenos".
No começo era um ofício modesto dado aos cubiculários (em latim: cubicularius), os eunucos do "dormitório sagrado" imperial (em latim: sacrum cubiculum), que eram encarregados de dormir fora do quarto do imperador durante a noite como uma medida de segurança. Como evidenciado por selos dos séculos VII-VIII, era usualmente combinado com outras funções palacianas, tais como o mestre da mesa (epi tes trapezes), e seus titulares possuíam dignidades inferiores tais como ostiário É possível que nos casos quando vários imperadores bizantinos reinavam ao mesmo tempo, um paracemomeno seria atribuído para cada.
A partir do século IX, contudo, o ofício aumentou em importância, superando seu superior nominal, o prepósito, até chegar a ser considerado como o mais alto posto reservado para eunucos, com seus titulares elevados à dignidade de patrício. Nos próximos dois séculos, muitos dos titulares, alguns dos quais não eram eunucos, eram capazes de usar sua proximidade com a pessoa imperial para exercer considerável influência. Especialmente durante os reinos de imperadores fracos e desinteressados, homens como Samonas, José Bringas e Basílio Lecapeno atuaram como os principais, enquanto o imperador Basílio I, o Macedônio (r. 867–886) foi capaz de usar sua posição para eventualmente usurpar o trono de Miguel III, o Ébrio (r. 842–867).

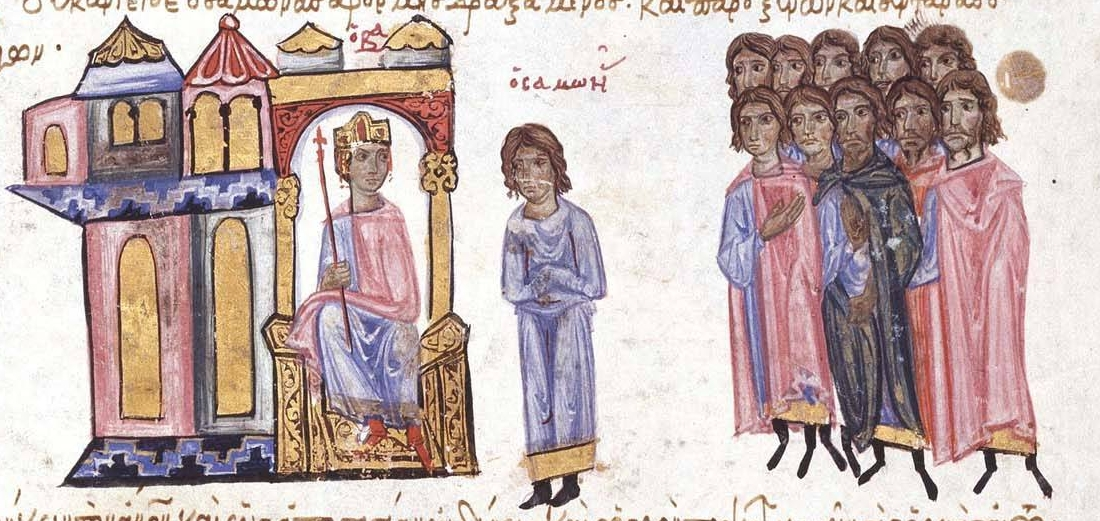
Samonas incitando o imperador Leão contra Andrônico Ducas. Miniatura do Escilitzes de Madri

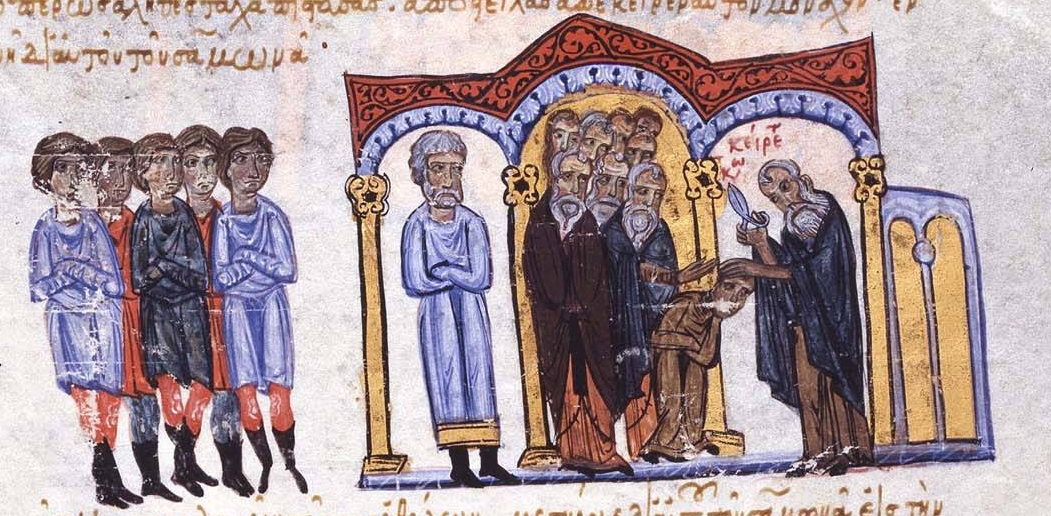
Constantino, o Paflagônio sendo tonsurado por ordens de Samonas. Miniatura do Escilitzes de Madri

Por volta do século XI, o paracemomeno tinha assumido a maioria das antigas funções do prepósito. O posto continuou a ser importante no século XI, mas parece que declinou no século XII, quando também começou a ser atribuído - possivelmente como um título nobilitário ao invés de uma função ativa - para não-eunucos. O posto sobreviveu no Império de Niceia (1204–1261) e no período Paleólogo, quando foi dividido em paracemomeno do dormitório imperial (em grego: παρακοιμώμενος τοῦ κοιτῶνος; romaniz.: parakoimōmenos tou koitōnos) e o paracemomeno do esfêndono (em grego: παρακοιμώμενος τῆς σφενδόνης; romaniz.: parakoimōmenos tēs sphendonēs), sendo encarregado de manter o esfêndono, o selo pessoal do imperador, usado para selar a sua correspondência privada. Ambos os postos logo foram transformados em dignidades cortesãs da hierarquia imperial em meados do século XIV; ao mesmo tempo, a maioria de seus titulares deixaram de ser eunucos palacianos, mas eram importantes nobres e administradores como Aleixo Apocauco.

## Titulares conhecidos
Sob Teófilo (r. 829–842), apenas um titular é conhecido, o ostiário Escolastício. O patrício Damiano serviu Miguel III até cerca de 856, e foi então substituído pelo favorito de Miguel, Basílio, o Macedônio. Após a ascensão de Basílio como coimperador em 866, o ofício era ocupado por certo Rentácio até o assassinato de Miguel III. A julgar pela sua própria experiência, que o ofício era muito poderoso e próximo do imperador, Basílio I não nomeou um paracemomeno. Seu filho e sucessor, Leão VI, o Sábio (r. 886–912) reviveu o ofício em 907 nomeando seu favorito Samonas, que até então era um protovestiário. Ele manteve o posto até sua desgraça no verão de 908. Ele foi substituído por Constantino, o Paflagônio, que manteve o ofício até cerca de 919 com exceção no reinado de Alexandre (r. 912–913), que instalou o patrício Barbato em seu lugar. Romano I (r. 920–944) nomeou seu assessor de confiança Teófanes como paracemomeno.

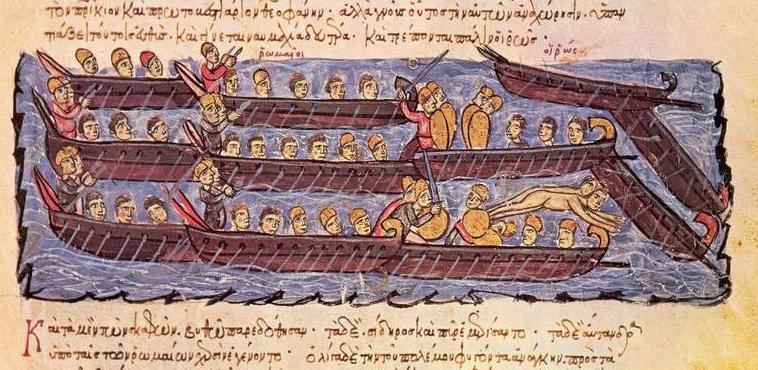
A frota comandada por Teófanes foi vitoriosa na guerra contra os rus' em 941. Miniatura do Escilitzes de Madri

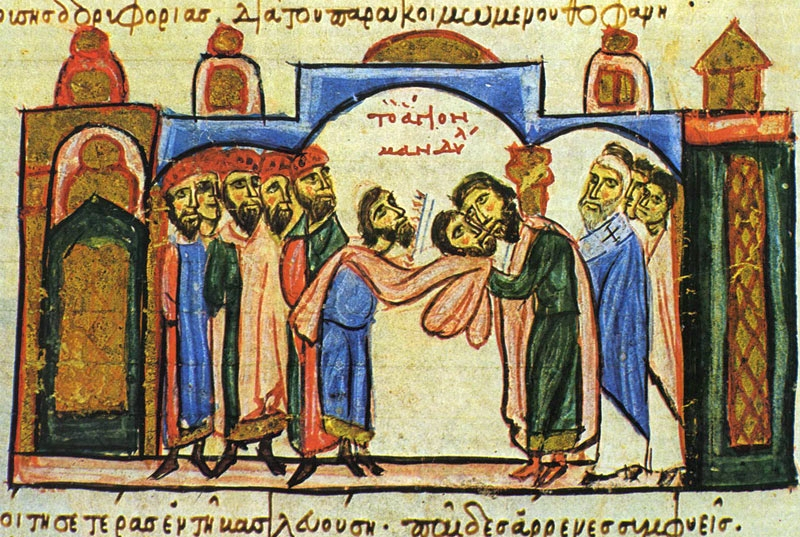
O paracemomeno Teófanes (direita, beijando a imagem) recebe o Mandílio. Miniatura do Escilitzes de Madri

Teófanes foi retido por Constantino VII (r. 945–959) até 947, quando ele foi substituído por Basílio Lecapeno. Lecapeno, o filho bastardo do imperador Romano I, desempenharia um dominante papel na história bizantina durante os próximos quarenta anos, derrubando imperadores e servindo como regente virtual ou co-regente (paradinástevo) do império por mais de trinta anos, compreendendo os reinados de Nicéforo II Focas (r. 963–969) e João I Tzimisces (r. 969–976), e o começo do reinado de Basílio II Bulgaróctono (r. 976–1025) até sua demissão em 985. Basílio foi substituído sob Romano II (r. 959–963) pelo capaz José Bringas, que também exerceu de fato controle sobre o Estado, mas foi derrubado por Lecapeno após a morte de Romano II.
No século XI, o mais importante titular do ofício foi Nicolau, que era paracemomeno e proedro bem como doméstico das escolas sob Constantino VIII (r. 1025–1028) e serviu novamente nos mesmos ofícios por um tempo sob Constantino IX Monômaco (r. 1042–1055). João Comneno, um parente do imperador João II Comneno (r. 1118–1143), foi nomeado como paracemomeno e confiado como o encargo dos assuntos do Estado juntamento com Gregório Taronita. No final do século XII, o eunuco Nicéforo Enopolita sob Andrônico I Comneno (r. 1183–1185) e o eunuco João Enopolita sob Aleixo III Ângelo (r. 1195–1203) são os únicos titulares conhecidos.
No Império de Niceia, titulares conhecidos são Aleixo Crátero (atestado cerca de 1227-1231) sob João III Vatatzes (r. 1222–1254) e Jorge Zagaromata sob Teodoro II Láscaris (r. 1254–1258). Miguel VIII Paleólogo (r. 1259–1282) nomeou um agente de confiança dele, o refugiado turco chamado Basílio que serviu como paracemomeno do dormitório imperial durante seu primeiro reinado (1259-1261). Após tornar-se imperador único em 1261, Miguel nomeou João Macreno ao posto. Macreno participou na campanha para recuperar a Moreia dos latinos e lutou nas batalhas de Prinitza e Macriplagi, sendo capturado na última. Ele mais tarde retornou para Constantinopla onde foi acusado de traição e cegado. Três paracemomenos do esfêndono são conhecidos sob Miguel VIII: Isaac Ducas (tio de Miguel), Gabriel Esfrantzes (sobrinho de João I Ducas) e Constantino Ducas Nestongo (outro parente do imperador).
Quatro paracemomenos são conhecidos sob Andrônico II Paleólogo (r. 1282–1328): Andrônico Cantacuzeno, Andrônico Comneno Ducas Paleólogo Tornício, João Facrases, autor de um tratado de ofícios imperiais, e um general, João Cumno, o filho mais velho do acadêmico e ministro Nicéforo Cumno. Talvez o mais famoso dos últimos paracemomenos bizantinos foi o capaz e ambicioso Aleixo Apocauco, um homem de nascimento humilde que cresceu em ofício como um protegido de João VI Cantacuzeno e o principal instigador da guerra civil bizantina de 1341-1347. Ele foi feito paracemomeno em 1321, e ostentou o posto até sua elevação ao posto de mega-duque em 1341. Finalmente, os últimos titulares conhecidos são, sob João V Paleólogo (r. 1341–1391), Ângelo Calotetes, atestado em uma carta em 1362, e Teofilacto, que foi enviado como um emissário ao papa Urbano V em 1367.